# Jérôme Lereculey
Jérôme Lereculey, né le 12 janvier 1970 à Saint-Malo, est un dessinateur français de bande dessinée.

## Biographie
Il entame à l'origine des études scientifiques dans une école d'ingénieur textile après le bac, et suit des cours périscolaires de l'École régionale des beaux-arts de Rennes pendant huit ans, avant de prendre des cours de nu le soir à Mulhouse. Il participe à la création du fanzine rennais Atchoum avec d'autres dessinateurs comme Stéphane Duval, et apprend la bande dessinée.
Par ailleurs, il fait partie du comité d'organisation du festival Quai des Bulles.
Il réside à Cancale.

## Publications
- Cairn, le Miroir des eaux (2 volumes en 1994 et 1995) avec Pierre Dubois, éditions Zenda
- Nuit noire (3 volumes de 1996 à 1998) avec le scénariste David Chauvel, Delcourt
- Arthur (9 volumes à partir de 1999) avec le scénariste David Chauvel [1], Delcourt
- Participation (2003-2004) à la série La Compagnie des glaces (Volumes 1-3)
- Sept voleurs avec David Chauvel (scénario), Christophe Araldi et Xavier Basset (couleurs), 2007, Delcourt (collection Conquistador) [2],[3]
- Séraphin et les animaux de la forêt (album jeunesse), avec David Chauvel (scénario), publié en 2008[4], Delcourt
- Veillée funèbre avec Martine Muller (scénario), Delcourt, 2009[5]. Adaptation de la nouvelle Vij de Nicolas Gogol[6].
- Wollodrïn (10 volumes entre 2011 et 2018) avec David Chauvel, Delcourt
- Golias (4 volumes entre 2012 et 2015) avec Serge Le Tendre, Le Lombard
- Avant (série, à partir de 2019), avec Yann (scénario)[7], Dupuis
- Les 5 Terres (série, à partir de 2019), avec Lewelyn[8] (scénario), Didier Poli (second dessinateur), Dimitris Martinos (couleurs) et Lucyd (encrage)[9],[10],[11], Delcourt

## Récompenses
En 1998, il obtient le Prix Ballon Rouge du  meilleur dessinateur pour Nuit Noire. En 2017, il est lauréat du Grand Prix du Festival bédéciné d'Illzach (Haut-Rhin) pour l'ensemble de son œuvre.